# Museo di storia naturale sezione di botanica

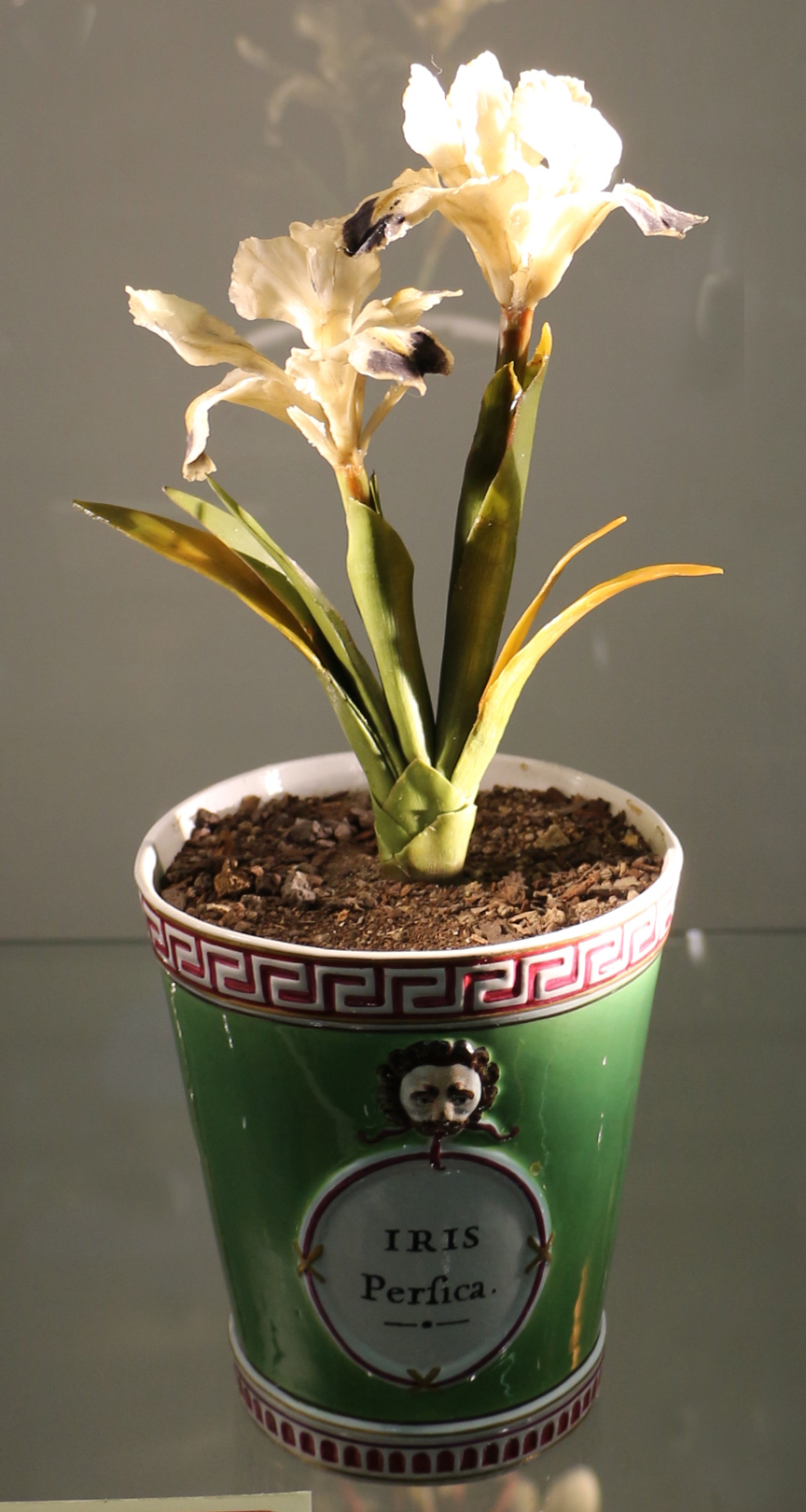
Modello in cera, Iris persica

Il Museo di Botanica a Firenze, si trova in via Giorgio La Pira ed è il più grande del genere in Italia. È una delle sei sezioni del Museo di Storia Naturale di Firenze ed è attualmente visitabile solo su richiesta. Ospita diversi erbari, uno dei quali risale addirittura al XVI secolo, nonché una ricca collezione di modelli in cera di piante e frutta e una ricca xiloteca. L'erbario tropicale raccoglie la più importante collezione al mondo di esemplari originari di Etiopia e Somalia. Vi sono inoltre conservate alcuni esempi unici al mondo di piante estinte, come quelle delle zone paludose della Toscana, prima delle bonifiche del XIX secolo. Annesso al museo è presente l'istituto scientifico dell'Erbario Centrale Italiano.

## Collezioni

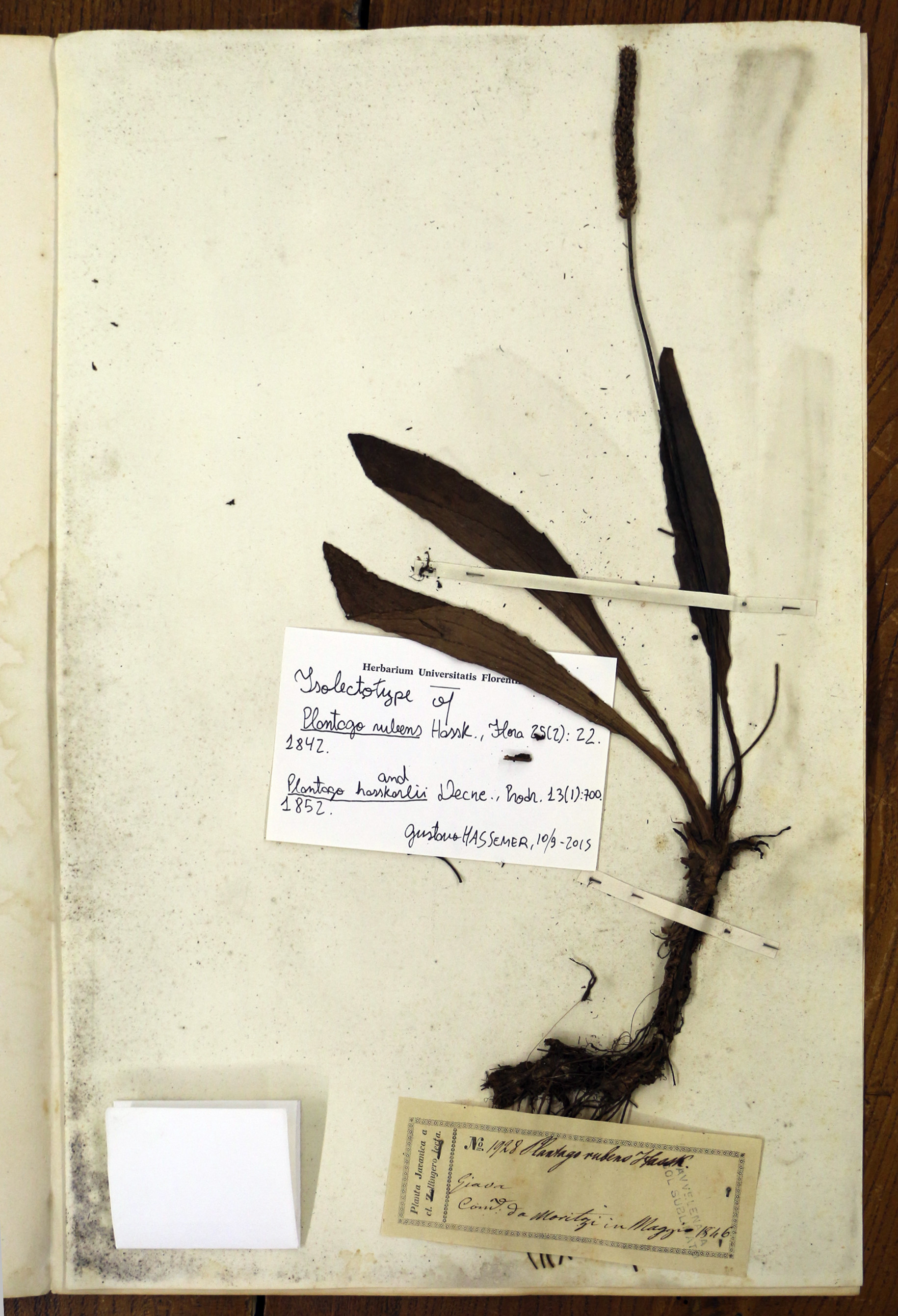
Un campione dell'erbario storico Webb

- Erbario delle Palme: 35.000 campioni della collezione del professor Odoardo Beccari in parte da lui raccolti in Indonesia e Malaysia, in parte donati a lui da altri naturalisti
- Xiloteca: 7.000 campioni di legni, per lo più in forma di tavoletta o rotella (sezione circolare di fusto o di ramo)
- Vetrina dei cappelli: realizzati con fibre vegetali, provengono da tutto il mondo, con particolare riguardo alle tradizionali paglie di Firenze fatte dagli steli del grano.
- Fossili: 10.000 reperti di fossili botanici, prevalentemente italiani, con numerose piante di forme tropicale che vivevano sul territorio italiano in epoca preistorica.
- Cere Botaniche:piante a grandezza naturale e parti ingrandite, eseguite dagli stessi autori dell'officina di ceroplastica dell'Imperiale e Regio Museo di Fisica e Storia Naturale, che crearono i famosi modellini anatomici della Specola. Spesso i modelli sono inseriti in vasi di porcellana dell'epoca prodotti dalla manifattura Ginori di Doccia; frutta (circa 290 pezzi) interessanti per ricchezza e varietà dei modelli, testimoniano anche la storia delle colture con specialità ortofrutticole ormai scomparse o evolute dall'orticultura.
- Erbario Centrale Italiano: Fondato nel 1842 dal botanico Filippo Parlatore, ha un'enorme ricchezza di campioni essiccati di piante provenienti da tutto il mondo, con particolare riguardo all'Italia ed all'area Mediterranea; è collegato a tutti gli erbari italiani ed esteri attraverso un'intensa attività di scambio e prestito dei campioni; la collezione viene arricchita di anno in anno e attualmente conta poco meno di 3 milioni di esemplari; sono raccolti anche esemplari di frutta (circa 16.000 campioni a secco e in alcool) nella cosiddetta carpoteca; La collezione di felci, licheni e affini comprende invece 700.000 campioni circa, alcuni dei quali risalgono al Sette e all'Ottocento, di straordinario interesse.
- Erbario Cesalpino: uno dei primi al mondo (1563) creato dal medico aretino Andrea Cesalpino fondatore del primo orto botanico al mondo, quello di Pisa; le 768 specie sono classificate sistematicamente su 266 fogli, in base all'osservazione dei caratteri riproduttivi, un metodo anteriore alla classificazione di Carlo Linneo del 1753.
- Erbario Micheli e Targioni Tozzetti: 19.000 campioni soprattutto toscani e veneti, raccolti da Pier Antonio Micheli (1679-1737), padre della micologia italiana, e integrati dal suo allievo Giovanni Targioni Tozzetti.
- Erbario Webb: di 200.000 fogli donati dall'esploratore e studioso Philip Barker Webb nel 1854 con eccezionali esemplari provenienti da tutto il mondo; raccolti da lui e da numerosi altri studiosi, vi spiccano alcuni campioni raccolti da Charles Darwin nelle isole di Capo Verde nel 1832, all'inizio del viaggio che lo portò alle Galápagos, con scrittura autografa; sono presenti anche campioni raccolti da Jacques Labillardière in una delle prime esplorazioni del continente australiano (1792-1794) quando si vide per la prima volta un eucalipto; quelli di Hipólito Ruiz López e José Antonio Pavón riportati dal Sud America alla fine del XVIII secolo; campioni dal sud est asiatico e dall'Oceania raccolti da Odoardo Beccari, primo esploratore in alcune di quelle regioni.

## Museo di storia naturale
Le altre sezioni del Museo di Storia Naturale di Firenze sono:
- Museo di storia naturale sezione di zoologia La Specola in via Romana, collezione zoologica e anatomica.
- Museo di storia naturale sezione di antropologia ed etnologia ed etnologica.
- Museo di storia naturale sezione di geologia e paleontologia, in via La Pira, collezione geologica e paleontolica
- Museo di storia naturale sezione di mineralogia e litologia, in via La Pira, collezione di minerali e litologica
- Museo di storia naturale sezione orto botanico, in via Micheli, orto botanico.
- Museo di storia naturale sezione biomedica, in viale Morgagni, collezioni di anatomia e medicina legale
- Villa il Gioiello